# Aleksandra Fjodorovna
Aleksandra Fjodorovna, pravim imenom Alix od Hessena i Rajne (Darmstadt, 6. lipnja 1872. – Jekaterinburg, 17. srpnja 1918.), njemačka princeza i ruska carica, podrijetlom iz dinastije Hessen. Bila je supruga posljednjeg ruskog cara Nikole II. (1894. – 1917.). Njena pogrešna vojna politika i zapovjedništvo u vrijeme Prvog svjetskog rata (1914. – 1918.) doveli su do pada carske vlasti u ožujku 1917. godine i tragedije koja je rezultirala smrću svih članova uže carske obitelji.

## Životopis
Rodila se 1872. godine u Njemačkoj u obitelji velikog vojvode Luja IV. od Hessena i Rajne i princeze Alice od Velike Britanije, koja je bila kći britanske kraljice Viktorije.
Godine 1894. udala se za Nikolu II. i stavila ga pod svoj utjecaj čime je ostvarila kontrolu nad političkim poslovima zemlje. Također, sama je pala pod utjecaj mistika i šarlatana, čije savjete je tražila osobito nakon rođenja jedinog sina Alekseja, koji je bolovao od hemofilije. U tu svrhu pozvala je na dvor hipnotičara i mistika Grigorija Rasputina koji je uskoro zadominirao s carskom obitelji i preuzeo poluge vlasti u Rusiji. Osim sina Alekseja, imala je s Nikolom i četiri kćeri (Olga, Tatjana, Marija i Anastasija).
Budući da je njen suprug i car bio neodlučna i plašljiva osoba, Aleksandra se osobno angažirala i tijekom Prvog svjetskog rata nakon što joj je suprug prepustio zapovjedništvo nad ruskom vojskom. Carevo povlaćenje s fronta uzrokovalo je slom vojnog zapovjedništva, a Aleksandrina uloga je dočekana među časnicima s nepovjerenjem, a među vojskom javila se i sumnja da je ona njemački špijun. Unatoč rastućem nezadovoljstvu među vojskom, političarima i narodom, Aleksandra nije spoznala nadolazeću opasnost, čak ni onda kada je ubijen Rasputin.
Godine 1917. nezadovoljstvo u Rusiji i stanjem ruske vojske na frontu, dovelo je do izbijanja Veljačke revolucije, zbog čega je njen suprug Nikola II. bio prisiljen abdicirati s prijestolja. Aleksandra je, zajedno sa suprugom i djecom, internirana u Sibir, gdje su svi smaknuti od strane boljševika po izbijanju Oktobarske revolucije 1918. godine.